# Рене Майо
Рене Габріель Юджин Майо (фр. René Gabriel Eugene Maheu; 28 березня 1905, Сен-Годан, Франція — 19 грудня 1975, Париж) — французький професор філософії, 6-й генеральний директор ЮНЕСКО (1961—1974). Близький друг Жана-Поля Сартра і Симони де Бовуар.
Він був культурним аташе у Лондоні (1936—1939), а пізніше викладав у Марокко (1940—1942). Під час Другої світової війни займав керівну посаду в агентстві «Франц-Африк» у Алжирі, потім став членом кабінету губернатора Рабата. У 1946 році почав працювати в ЮНЕСКО на посаді директора Відділу вільного обміну інформацією.
Отримавши призначення на посаду директора кабінету Х. Торреса Бодета в 1949 році, в 1954 році став заступником генерального директора, а відтак представником ЮНЕСКО в Організації Об'єднаних Націй у Нью-Йорку (1955—1958). З 1959 року — заступник генерального директора, а з 1961 року — тимчасово виконував його обов'язки. Через рік переходить на посаду генерального директора ЮНЕСКО. Двічі обирався генеральним директором.
У книзі Симони де Бовуар «Спогади вихованої дівчини» (Mémoires d'une jeune fille rangée, 1958) він описується під іменем Андре Арбо (André Herbaud).

## Факти
У місті Хмельницький (Україна) існує музичний скримо-колектив, який був названий іменем професора.